# Norken
Norken település Németországban, Rajna-vidék-Pfalz tartományban. Lakosainak száma 953 fő (2023. december 31.).

## Népesség
A település népességének változása:
| Lakosok száma | 799  | 972  | 961  | 940  | 962  | 953  |
|               | 1975 | 2017 | 2019 | 2021 | 2022 | 2023 |